# Мамалони, Соломон
Соломо́н Сунао́не Мамало́ни (англ. Solomon Sunaone Mamaloni, 1943—2000) — политический деятель Соломоновых Островов, трижды бывший премьер-министром страны.

## Биография
Родился в 1943 году на острове Сан-Кристобаль в провинции Макира-Улава.  Его отец участвовал в колониальной политике, был депутатом от Макиры в Законодательном совете (парламенте) с 1960 по 1962 год и какое-то время был президентом Совета Макиры.
Учился на родине и в Новой Зеландии, где заинтересовался идеями социального кредита, которые затем продолжали его вдохновлять. Начал работать в 1966, служащим в Законодательном совете Британских Соломоновых островов. Вошёл в политику в 1970 году, когда был избран в Правительственный совет колонии от родного округа. Согласно новой конституции, принятой в 1974 году, Правительственный совет был преобразован в Законодательный, а Мамалони был назначен первым главным министром (в то время возглавлял Народную прогрессивную партию, которую основал в 1973 году), оставаясь им до 1976 года, когда Соломоновым Островам было предоставлено самоуправление. В ноябре 1975 года он и его министры подали в отставку, обвинённые в коррупции, но сохранили доверие депутатов и тут же были переназначены главой колонии. В 1977 году покинул парламент, однако вернулся в него после всеобщих выборов, состоявшихся в августе 1980 года.
Впоследствии трижды становился премьер-министром Соломоновых Островов: в 1981—1984, 1989—1993, 1994—1997 годах. На первый премьерский срок Мамалони был избран в августе 1981 года, после того как премьер-министру Питеру Кенилореа был вынесен вотум недоверия. Тогда новый премьер возглавлял Партию народного альянса, образованную в 1979 году после слияния Народной прогрессивной партии и Партии сельского альянса. Одним из главных преобразований первого премьерского срока стало принятие Закона о провинциальных правительствах, в значительной степени децентрализовавшего местную власть. В ноябре 1984 года Мамалони был вынужден уйти в отставку, и его место вновь занял Питер Кенилореа, который сразу же распустил пять учреждённых предшественников провинциальных министерств (новый премьер взял курс на укрепление центрального правительства). Впоследствии Мамалони возглавил комитет по пересмотру конституции, подготовивший в марте 1988 года доклад, в котором было предложено преобразовать Соломоновы Острова в федеративную республику в составе Британского Содружества, которую обязательно возглавлял бы коренной житель Островов. В январе 1989 года Партия народного альянса объявила, что в случае победы на будущих парламентских выборах, намеченных на февраль того же года, объявит Соломоновы Острова республикой. Это позволило партии Мамалони одержать на выборах уверенную победу, получив в парламенте 11 из 38 мандатов.
В марте 1989 года Мамалони вновь стал премьер-министром страны, сформировав впервые с момента предоставления Островам независимости однопартийное правительство. В октябре 1990 года премьер на фоне намечавшегося вынесения ему вотума недоверия объявил о своём выходе из Партии народного альянса и преобразовал кабинет министров, включив в него несколько оппозиционных политиков. Тем не менее недовольство его политикой в парламенте сохранилось, а в конце 1990 года Совет профсоюзов Соломоновых Островов выдвинул Мамалони ультиматум с требованием о его отставке. На выборах, состоявшихся в мае 1993 года, победу одержала Группа национального единства и примирения, возглавляемая премьер-министром. Однако на выборах нового главы правительства, состоявшихся 18 июня 1993 года, с перевесом в один голос одержал победу Фрэнсис Билли Хилли, который, тем не менее, продержался на посту не долгое время, и после нового конституционного кризиса, разразившегося в стране, он был вынужден уйти в отставку.
8 ноября 1994 года благодаря поддержке 29 парламентариев из 37 вновь стал премьер-министром. В конце 1995—начале 1996 года правительство премьера было обвинено в коррупции, поводом для чего стало получение семью министрами в период с 1993 по 1995 год денежных средств от нескольких иностранных (в основном малайзийских) компаний, занимавшихся лесозаготовками на территории Соломоновых Островов (однако в феврале 1995 года все обвинения были сняты). С 1996 работал также министром финансов. В начале августа 1996 года парламент страны одобрил законопроект о реформе системы местного самоуправления, который лоббировало национальное правительство. Согласно реформе, законодательные и административные полномочия провинциальных правительств должны были быть переданы 75 территориальным советам и ассамблеям (в то же время финансовый контроль был полностью передан национальному правительству). Тем не менее в феврале 1997 года Высокий суд Соломоновых Островов признал закон недействительным. 27 августа 1997 года Мамалони ушёл в отставку, а новым премьер-министром стал Бартоломью Улуфаалу.
Был лидером оппозиции в 1980—1981 годах, 1984—1988 годах и в 1993—1994 годах. В сентябре 1998 года вновь был избран лидером оппозиции, оставаясь им до своей смерти. Всегда провозгласивший себя «человеком из народа», он настоял на том, чтобы его лечили от болезни почек в общей палате больницы, где и умер.. Несмотря на обвинения в коррупции против него, умер в относительной бедности.
Оставил государство в чрезмерной зависимости от лесной промышленности, с коррумпированными нравами в руководстве государства и на государственной службе, а также с законной возможностью выборных должностных лиц бесконтрольно расходовать определенные суммы государственных средств. При этом считается одним из архитекторов нации, который помог привести страну к независимости.
Был трижды женат, имел двух детей от первого брака и троих – от третьего.